# أديبت
مدير الحزم أديبت (بالإنجليزية: Adept Manager)‏ هو واجهة رسومية لأبت جيت لبيئة كدي. تم تطويره من قبل بيتر روكاي وهو الآن مُدعم من قبل كانونيكال ليمتد من خلال مشروعها كوبونتو حيث تم استبدال مدير الحزم السابق كينابتك بأديبت.

## مزايا
يتميز اديبت بالتالي:
- تحميل وتثبيت البرامج من خلال المستودعات.
- إلغاء تثبيت البرامج.
- تحديث البرامج ونظام التشغيل.
- إدارة المستودعات.
- التحقق من المفاتيح لتعرف على المستودعات الامنة.
- تصفية قوائم الحزم.

## وصلات خارجية
- مدير الحزم أديبت على موقع Open Hub (الإنجليزية)
- صفحة برنامج أديبت  على أوبن هب